# Neobrachelia edessae
Neobrachelia edessae là một loài ruồi trong họ Tachinidae.